# アンドレアス・サマリス
アンドレアス・サマリス（Andreas Samaris、1989年6月13日 - ）は、ギリシャ出身の元同国代表サッカー選手。ポジションはミッドフィールダー。リオ・アヴェFC所属。

## 経歴
2013年夏にパニオニオスからオリンピアコスに加入したサマリスは、2013－14シーズンのリーグ戦28試合に出場し4ゴールを記録した。また、ギリシャ代表として臨んだブラジル・ワールドカップでは2試合に出場。グループリーグ最終節のコートジボワール戦では、貴重な先制ゴールを記録し、チームの決勝トーナメント進出に貢献した。
2014年夏、オリンピアコスからベンフィカへ完全移籍することをベンフィカ公式サイトで発表した。契約期間は5年で、違約金は4500万ユーロ（約62億円）に設定されている。また、ベンフィカは獲得に際して、1000万ユーロ（約13億7000万円）をオリンピアコス側に支払ったことを併せて伝えている。
2021年11月19日、エールディヴィジのフォルトゥナ・シッタートがシーズン終了までの契約でサマリスを獲得したことを発表した。
2022年8月29日、リオ・アヴェFCに移籍した。

## 代表歴

### 出場大会
- ギリシャ代表
  - 2014 FIFAワールドカップ

### 試合数
- 国際Aマッチ 39試合 1得点（2013年-2019年）[4]

| ギリシャ代表 | 国際Aマッチ | 国際Aマッチ |
| 年           | 出場        | 得点        |
| ------------ | ----------- | ----------- |
| 2013         | 3           | 0           |
| 2014         | 8           | 1           |
| 2015         | 9           | 0           |
| 2016         | 7           | 0           |
| 2017         | 4           | 0           |
| 2018         | 2           | 0           |
| 2019         | 6           | 0           |
| 通算         | 39          | 10          |

## タイトル
オリンピアコスFC
- ギリシャ・スーパーリーグ : 2013-14

SLベンフィカ
- プリメイラ・リーガ : 2014-15, 2015-16, 2016-17, 2018-19
- タッサ・デ・ポルトガル : 2016-17
- タッサ・ダ・リーガ : 2014-15, 2015-16
- スーペルタッサ・カンディド・デ・オリベイラ : 2016, 2017